# Перестріч польовий
{{#ifeq:0|0|{{#if:Melampyrum arvense|{{#if:|[[]}}|[[]]}}}}
Перестріч польовий (Melampyrum arvense) — дворічна рослина трав'яниста рослина роду перестріч (Melampyrum).

## Ботанічний опис
Стебла висотою 15-50 см.
Суцвіття циліндричне, довге. Віночок пурпуровий. Приквітки плоскі, продовгувато-яйцеподібні, глибоко надрізані на шилоподібні зубці.
Плід — коробочка довжиною 1 см, пряма, з прямим носиком.
Цвіте у травні-вересні.

## Поширення
Вид поширений у Євразії. В Україні частіше зустрічається на Правобережжі, рідше на Лівобережжі та у Криму, росте на лісових галявинах, узліссі, луках. Бур'ян.